# 겐무 신정
겐무 신정(일본어: 建武の新政 겐무노신세이[*])은 가마쿠라 막부 멸망 후인 1333년 6월부터 1335년 11월까지의 2년 반 동안, 고다이고 천황(後醍醐天皇)의해서 주재(主宰)된 복고정치를 이르는 말이다.
천황은 교토(京都)로 귀환하자 즉시, 율령 정치의 재흥을 내세우고 신정(新政)에 착수, 1334년 1월 겐무(建武)라 개원(改元)하였다. 신정부는 인세이(院政)·셋쇼(攝政)·간파쿠(關白)를 폐지, 바쿠후의 재설치를 불용하고 천황 친정체제를 부활하였다. 고다이고 천황은 이로써 조정을 정치적 중심지로 부활시켰지만, 무사계층의 푸대접으로 인해 정권의 위기를 초래하였다. 1336년 무사계층의 유력자 아시카가 다카우지(足利尊氏)의 모반으로 다시 바쿠후 정치가 부활되었으며, 다카우지가 세운 고묘 천황이 교토에서 즉위했다. 왕위를 찬탈 당한 고다이고 천황은 요시노(吉野)로 파천(播遷)하게 되었고, 이후 약 60년 동안 두 명의 천황이 대립하는 남북조 시대(南北朝時代)가 계속되었다.

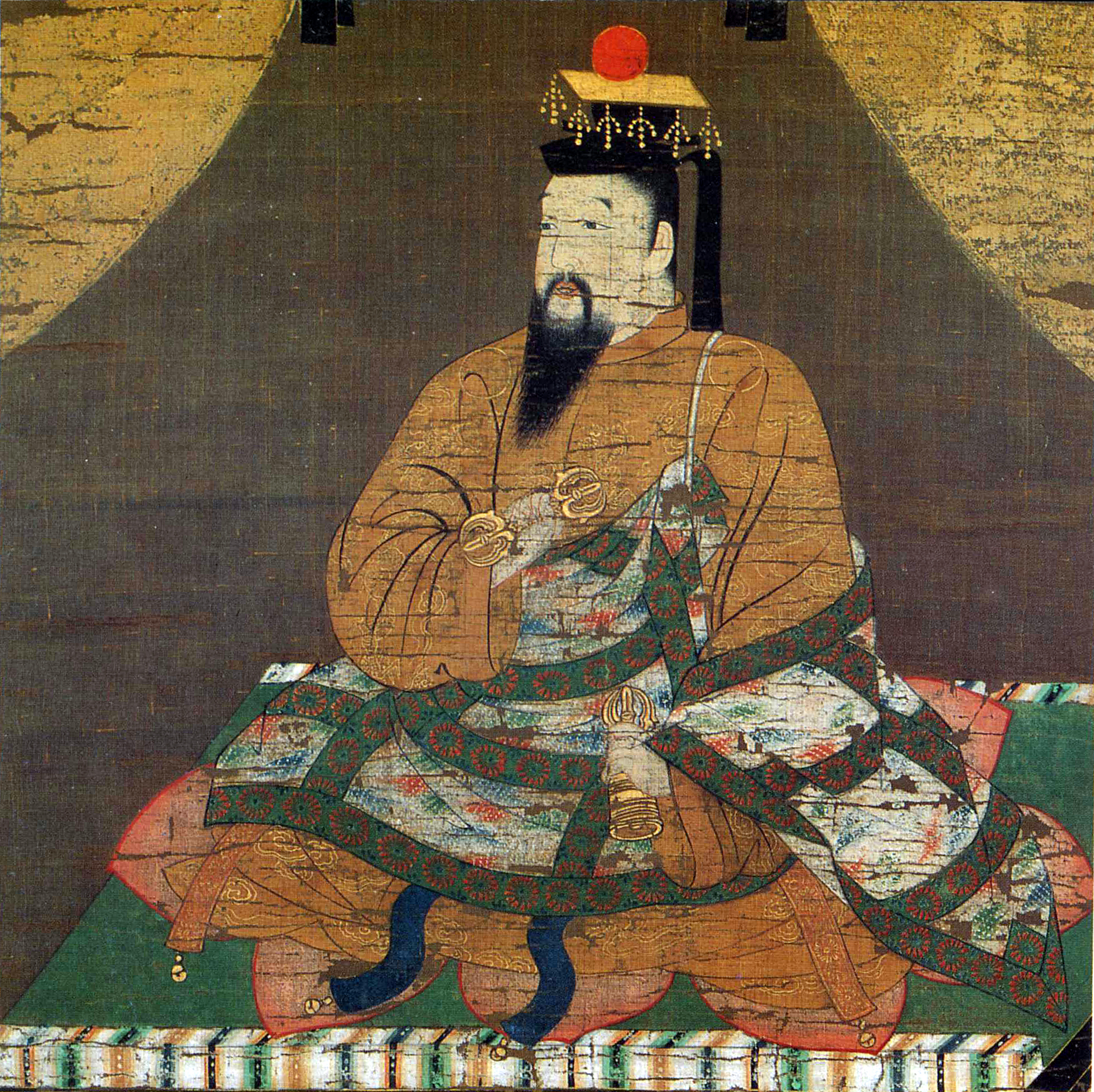
고다이고 천황.

## 경과

### 가마쿠라 막부의 멸망
가마쿠라 시대 후기, 가마쿠라 막부는 호조 도쿠소(得宗) 가문에 의한 집정체제로 내관령(内管領)의 나가사키 가문(長崎氏)이 장악하고 있었다. 원나라의 침공이후 정국 불안 등에 따라, 여러 지역에서는 악당(悪党)의 활동이 활발하였고, 막부는 점차 무사층의 지지를 잃어갔다. 한편, 조정에서는 다이카쿠지 왕통(大覚寺統)과 지묘인 왕통(持明院統)이 대립해 교대로 황위를 계승하는 양통질립(両統迭立)이 이루어지고 있었다. 1318년 다이카쿠지 계통의 고다이고 천황이 즉위해 헤이안 시대의 다이고 천황(醍醐天皇)과 무라카미 천황(村上天皇)의 치세를 이상향으로 삼았다. 하지만, 황위계승을 둘러싼 다이카쿠지 계와 지묘인 계의 대립으로 자신의 정책을 안정적으로 추진을 못하자, 고다이고 천황은 황통의 일체화를 위해, 양 파벌을 배제 및 이를 지지하는 가마쿠라 막부를 타도하기 위해 은밀히 계획을 추진하였다.
고다이고 천황의 도막계획은 1324년과 1331년 각각 발각되어 쇼추의 변(正中の変), 겐코의 변(元弘の変)이 일어났다. 겐코의 변으로 고다이고 천황은 포박되어 오키 제도(隠岐島)로 유배되었고, 가마쿠라 막부는 지묘인 계통의 고곤 천황(光厳天皇)을 즉위시켰다. 그러나, 고다이고 천황의 도막운동에 호응한 가와치(河内)의 구스노키 마사시게(楠木正成)와 고다이고 천황의 아들 모리요시 친왕(護良親王), 친왕을 지지하는 아카마쓰 노리무라(赤松則村)가 막부에 저항하였고, 더욱이 막부 측에 속해 전투에 참전하였던 고케닌(御家人) 닛타 요시사다(新田義貞), 아시카가 다카우지가 고다이고 천황 측에 가담했으며 여러 지역에서는 반 막부세력이 결집되고 있었다.
1333년 고다이고 천황이 오키 제도를 탈출해 호키국(伯耆国) 센조산(船上山)에서 거병하자, 아시카가 다카우지는 교토를, 닛타 요시사다는 가마쿠라를 공격해 막부를 멸했다. 이후, 고다이고 천황은 교토로 환궁하였다.